# Веерохвостка-вдовушка
Веерохвостка-вдовушка (лат. Rhipidura rufiventris) — вид воробьиных птиц из семейства веерохвостковых. Встречается в Новой Гвинее и северной Австралии (от Брума до графства Бурдекин), а также на Молуккских островах, Малых Зондских островах, архипелаге Бисмарка, острове Биак и на островах Луизиада. Естественной средой обитания являются субтропические или тропические влажные низинные леса и субтропические или тропические мангровые леса.

## Описание
Певчая птица длиной от 16,5 до 18,5 см. Оперение в верхней части темно-коричневое.
В оперении бросается в глаза сочетание широкой полосы на груди с темными точками, белого горла и светло-охристого брюшка.
Вообще все подвиды R. rufiventris обычно темные сверху, но различаются по цвету и рисунку на нижней части тела, от белого до рыжего, с разным количеством темных полос или полос на горле и груди.
Довольно большая голова и сильный клюв отличает этот вид от других веерохвосток.
Отличается от других веерохвосток и позой с более выпрямленным (а не нахохлившимся — сгорбленым) положением тела, напоминащим позу монархов.
В поведении также менее типична, чем другие веерохвостки: птица менее склонна распускать хвост и часто спокойно сидит на ветке, а не находится в постоянном движении как большинство птиц этого рода.

## Таксономия
Выделяют около 20 подвидов. Ранее подвидом R. rufiventris считался выделяемый теперь в отдельный вид R. kordensis Meyer, 1874. Были выделены и другие виды, например: R. fuscorufa Sclater, 1883 и R. diluta Wallace, 1864, но некоторые специалисты выделяют до 9 видов.
Согласно официальным данным IOC выделяется 19 подвидов:
- Rhipidura rufiventris assimilis Gray, GR 1858 — по del Hoyo и Collar — отдельный вид R. assimilis[7];
- Rhipidura rufiventris bouruensis Wallace 1863 - по del Hoyo и Collar — отдельный вид R. bouruensis[7];
- Rhipidura rufiventris cinerea Wallace 1865 — по del Hoyo и Collar — отдельный вид R. cinerea[7];
- Rhipidura rufiventris finitima Hartert 1918 ;
- Rhipidura rufiventris finschii Salvadori 1882 ;
- Rhipidura rufiventris gigantea Stresemann 1933 ;
- Rhipidura rufiventris gularis Muller, S 1843 ;
- Rhipidura rufiventris hoedti Buttikofer 1892 — по del Hoyo и Collar — отдельный вид R. hoedti[7];
- Rhipidura rufiventris isura Gould 1841 — по del Hoyo и Collar — отдельный вид R. isura[7];
- Rhipidura rufiventris mussai Rothschild & Hartert 1924 ;
- Rhipidura rufiventris nigromentalis Hartert 1898 ;
- Rhipidura rufiventris niveiventris Rothschild & Hartert 1914 ;
- Rhipidura rufiventris obiensis Salvadori 1876 — по del Hoyo и Collar — отдельный вид R. obiensis[7];
- Rhipidura rufiventris pallidiceps Hartert 1904 ;
- Rhipidura rufiventris rufiventris (Vieillot 1818) ;
- Rhipidura rufiventris setosa (Quoy & Gaimard 1830) ;
- Rhipidura rufiventris tangensis Mayr 1955 ;
- Rhipidura rufiventris tenkatei Buttikofer 1892 — по del Hoyo и Collar — отдельный вид R. tenkatei[7];
- Rhipidura rufiventris vidua Salvadori & Turati 1874.

Согласно del Hoyo и Collar в R. rufiventris выделяют только два подвида: собственно Rhipidura rufiventris rufiventris (Vieillot) 1818 и Rhipidura rufiventris pallidiceps Hartert 1904.;

## Галерея

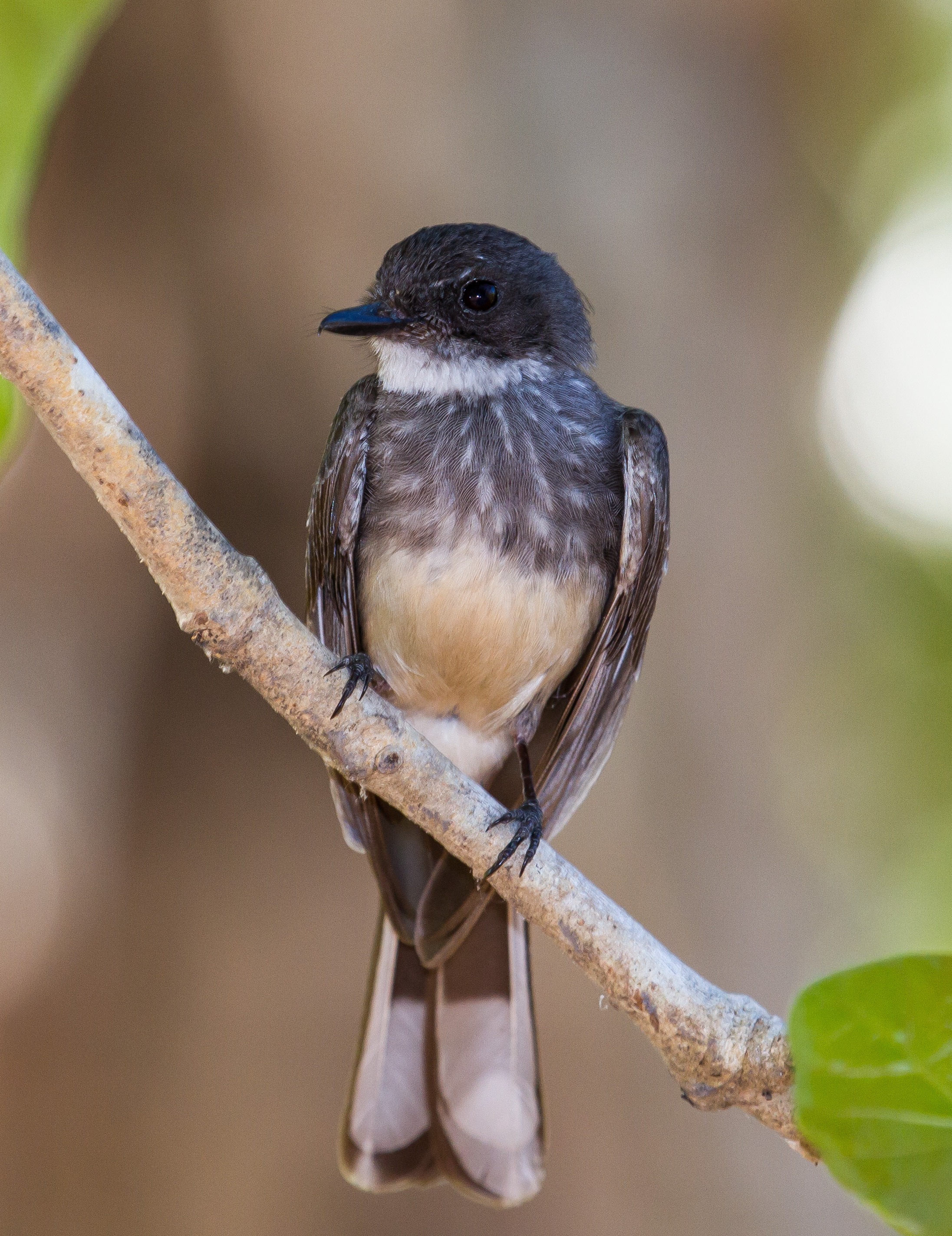
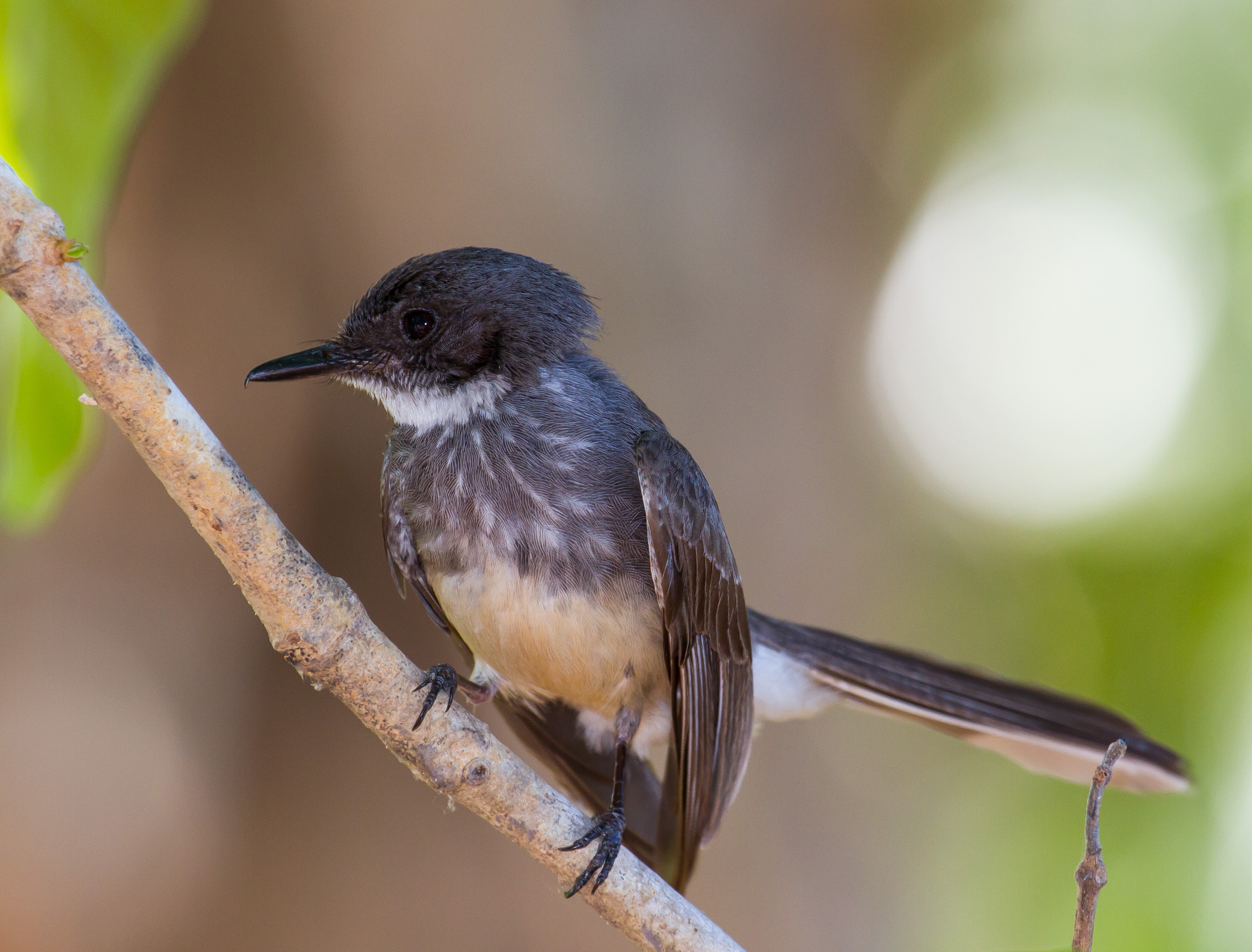
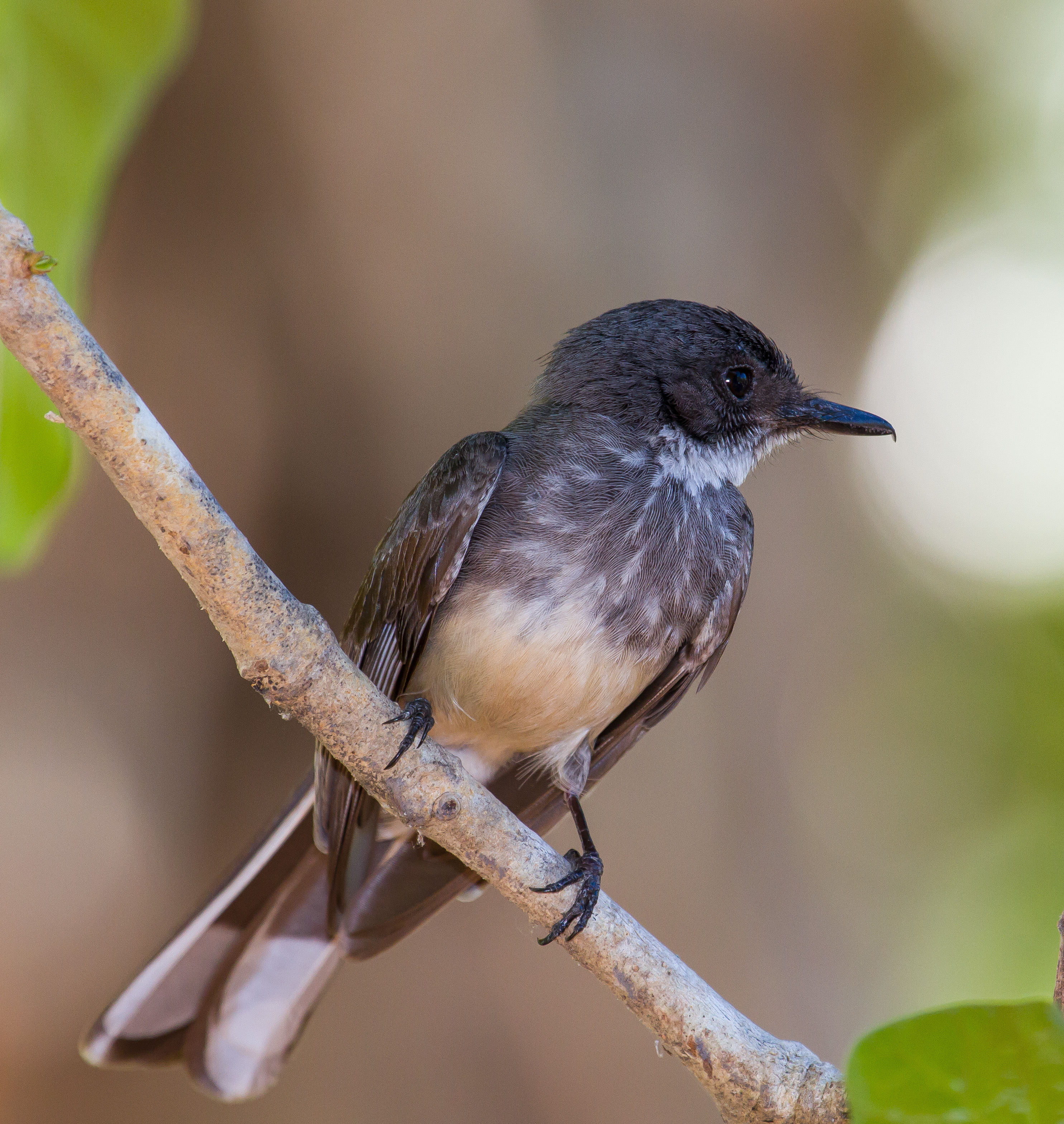
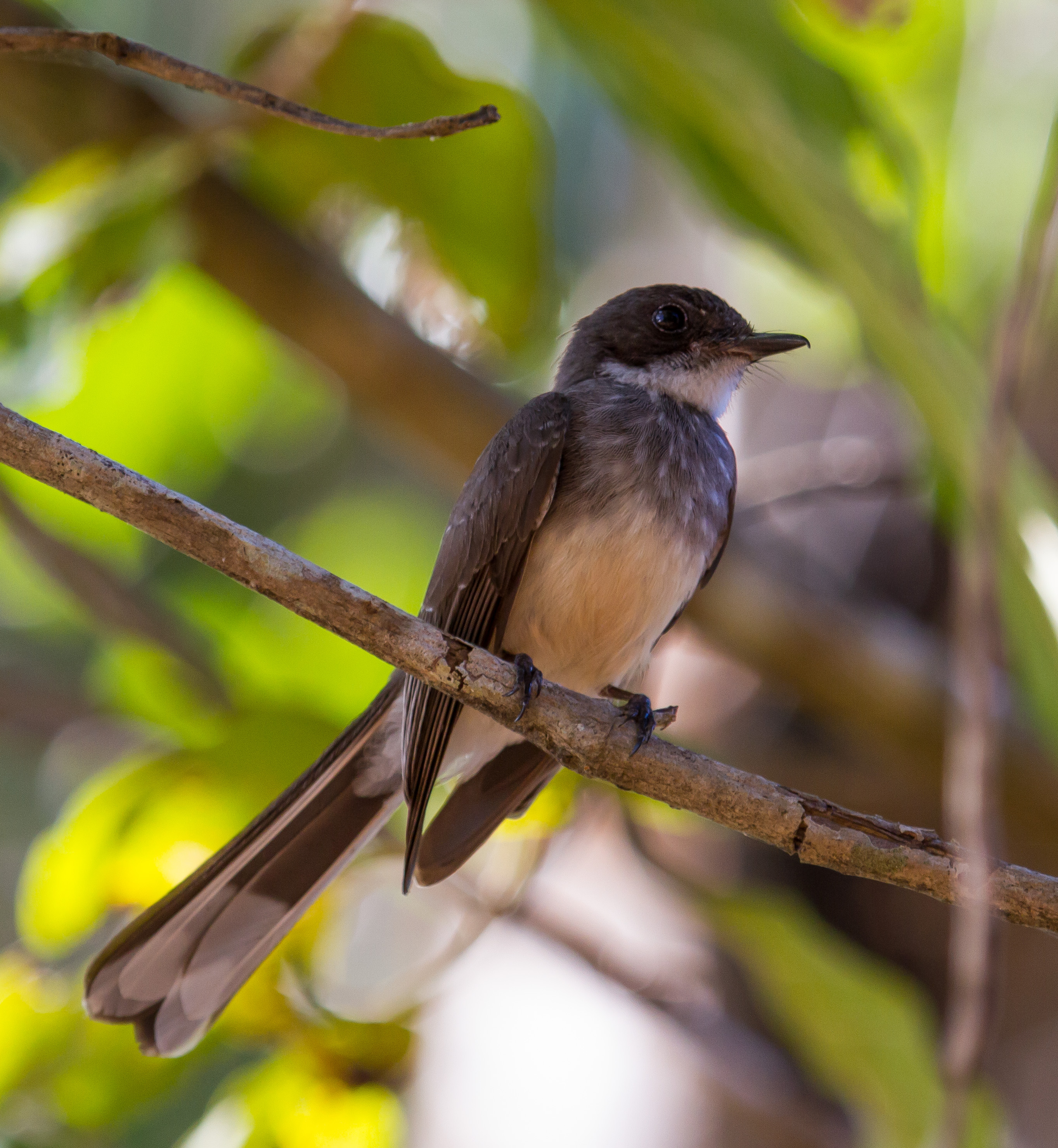
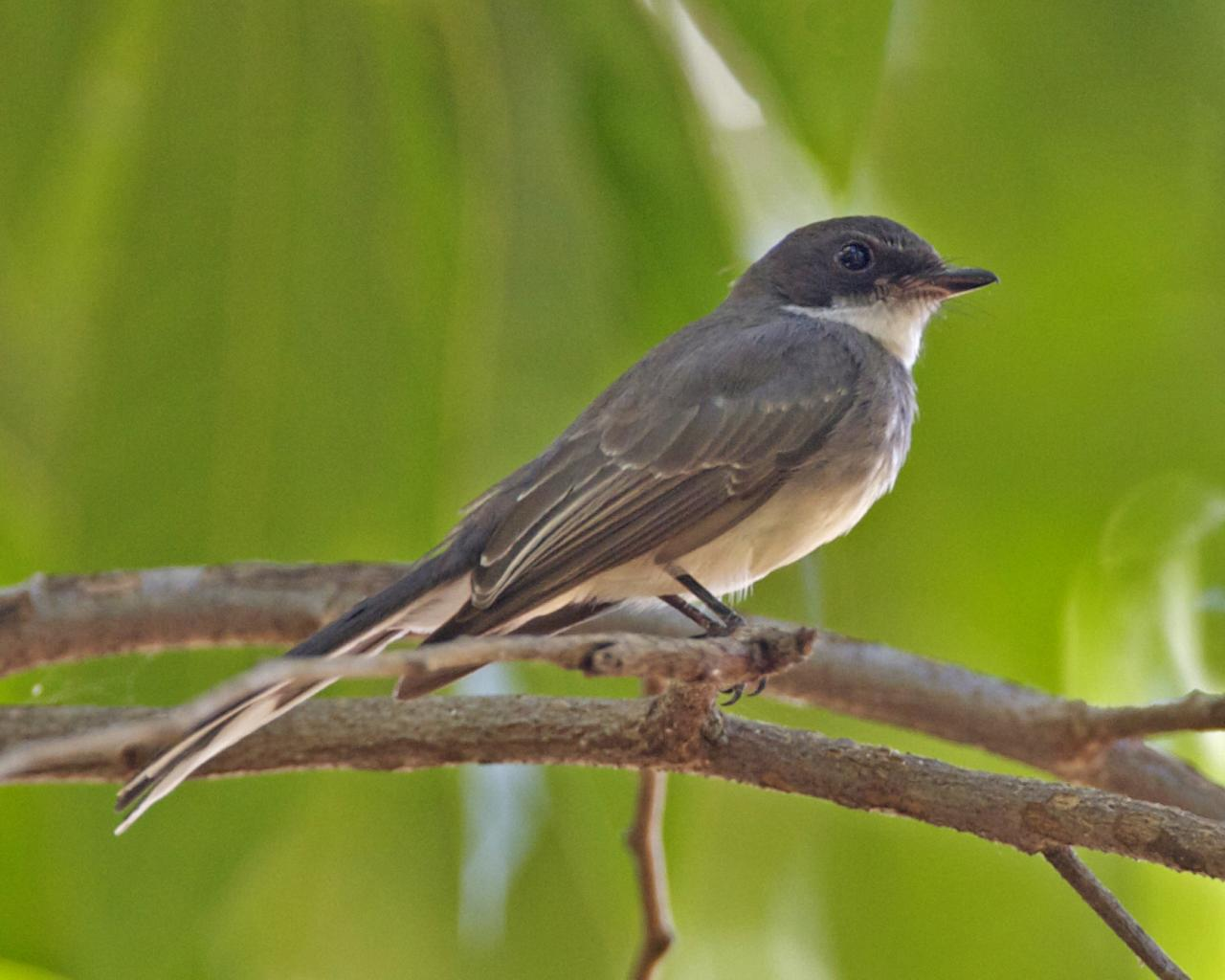
ssp Rhipidura rufiventris isura